# Gătaia
Gătaia (en alemán, Gattaja; en húngaro, Gátalja; en serbocroata: Гатаја/Gataja) es un municipio (en rumano, oraș) del distrito de Timiș, Rumania. Según el censo de 2011, tiene una población de 5861 habitantes.
El 72.31% de los habitantes son rumanos, el 11.16% son magiares; el 7.30% son eslovacos, y el resto son de origen desconocido o de otras etnias.
Incluye las localidades de Gătaia, Butin, Percosova, Sculia, Șemlacu Mare y Șemlacu Mic. Tiene estatus de municipio (oraș) desde 2004; anteriormente era una comuna donde se incluían también los pueblos de la actual comuna de Birda.
Es el lugar de nacimiento de Adalbert Deșu, futbolista delantero que en 1930 jugó con la selección rumana en el primer campeonato mundial de su deporte.
Se ubica en la carretera 58B, en el límite con Caraș-Severin.